# Mycerinus densepunctatus
Mycerinus densepunctatus là một loài bọ cánh cứng trong họ Cerambycidae.